# Choele Choel

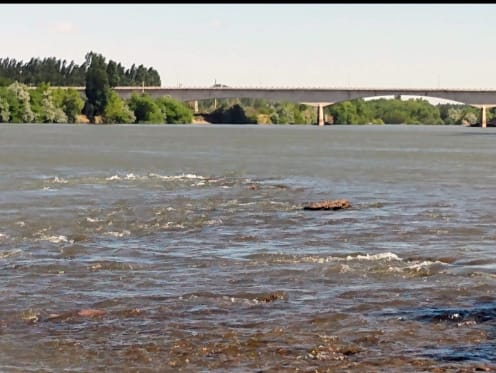
Puente carretero Juan Domingo Perón, que une a Choele Choel con isla del mismo nombre.

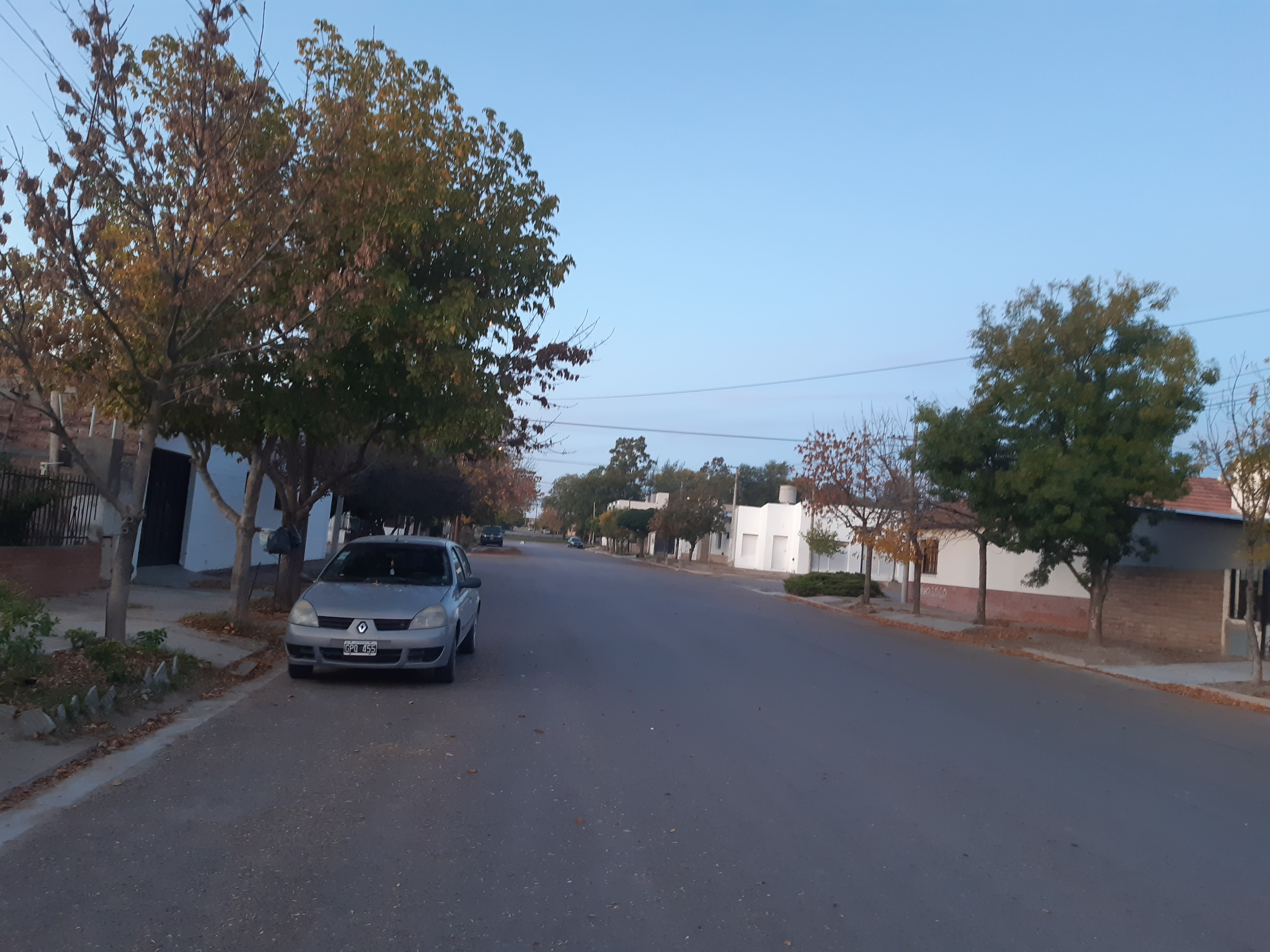
La calle General Artigas en Choele Choel

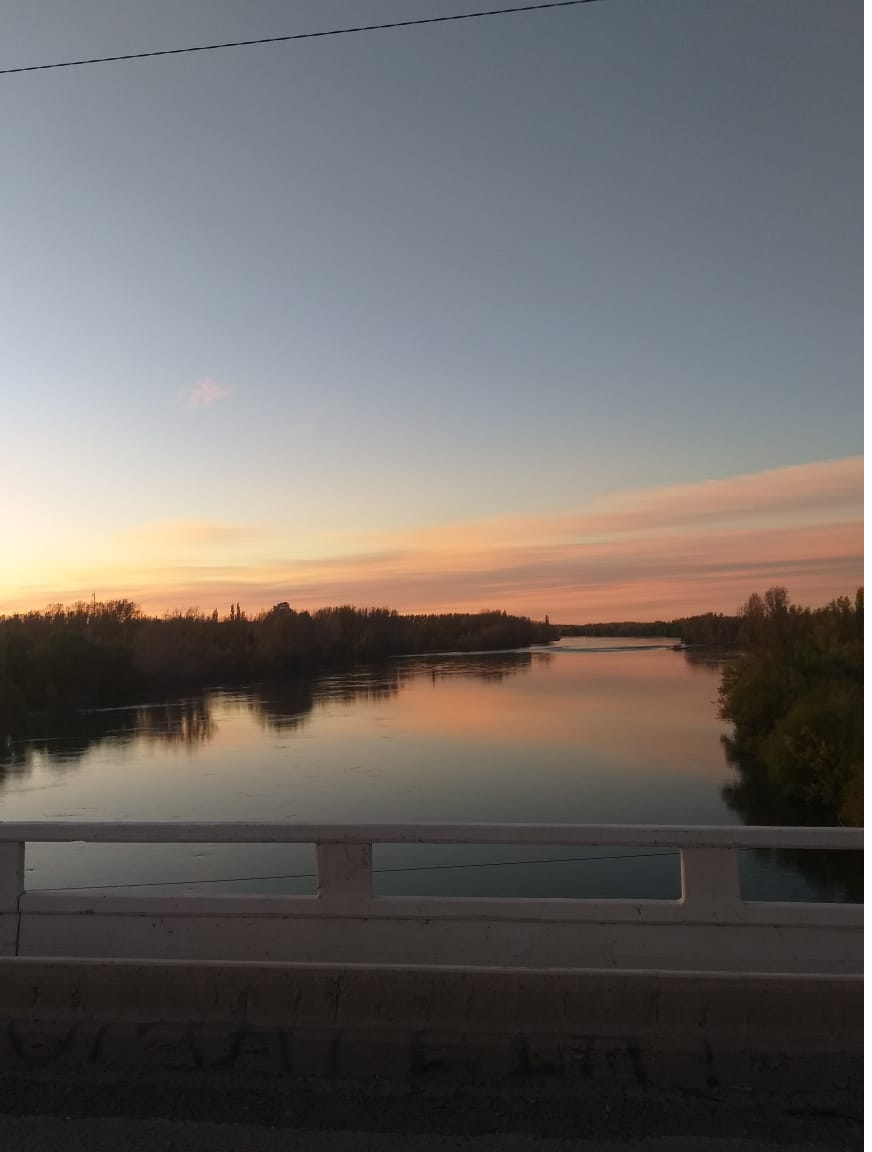
Amanecer sobre el Río Negro, observado desde el puente de la Isla de Choele Choel (Río Negro)

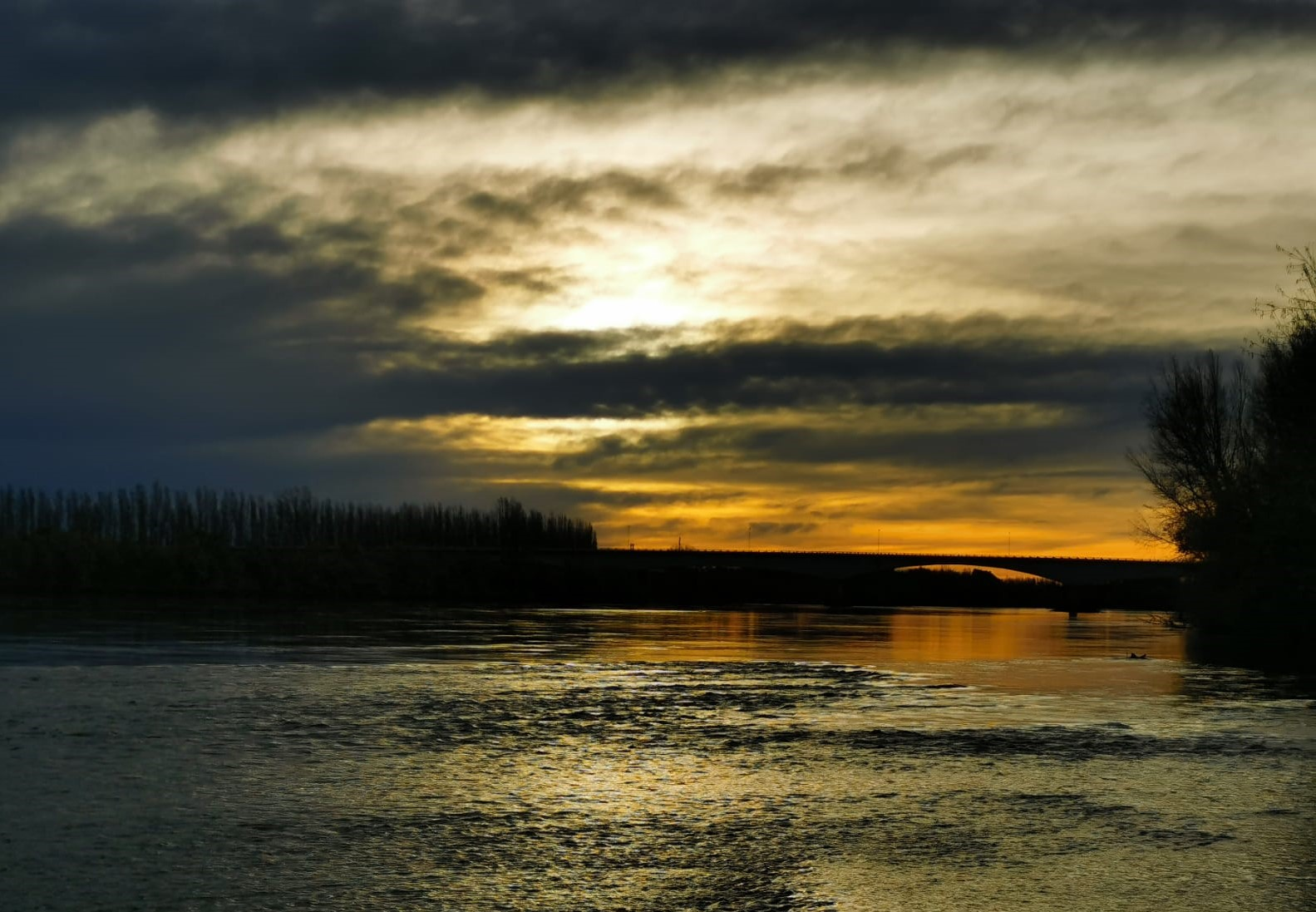
Atardecer sobre el río negro - Choele Choel

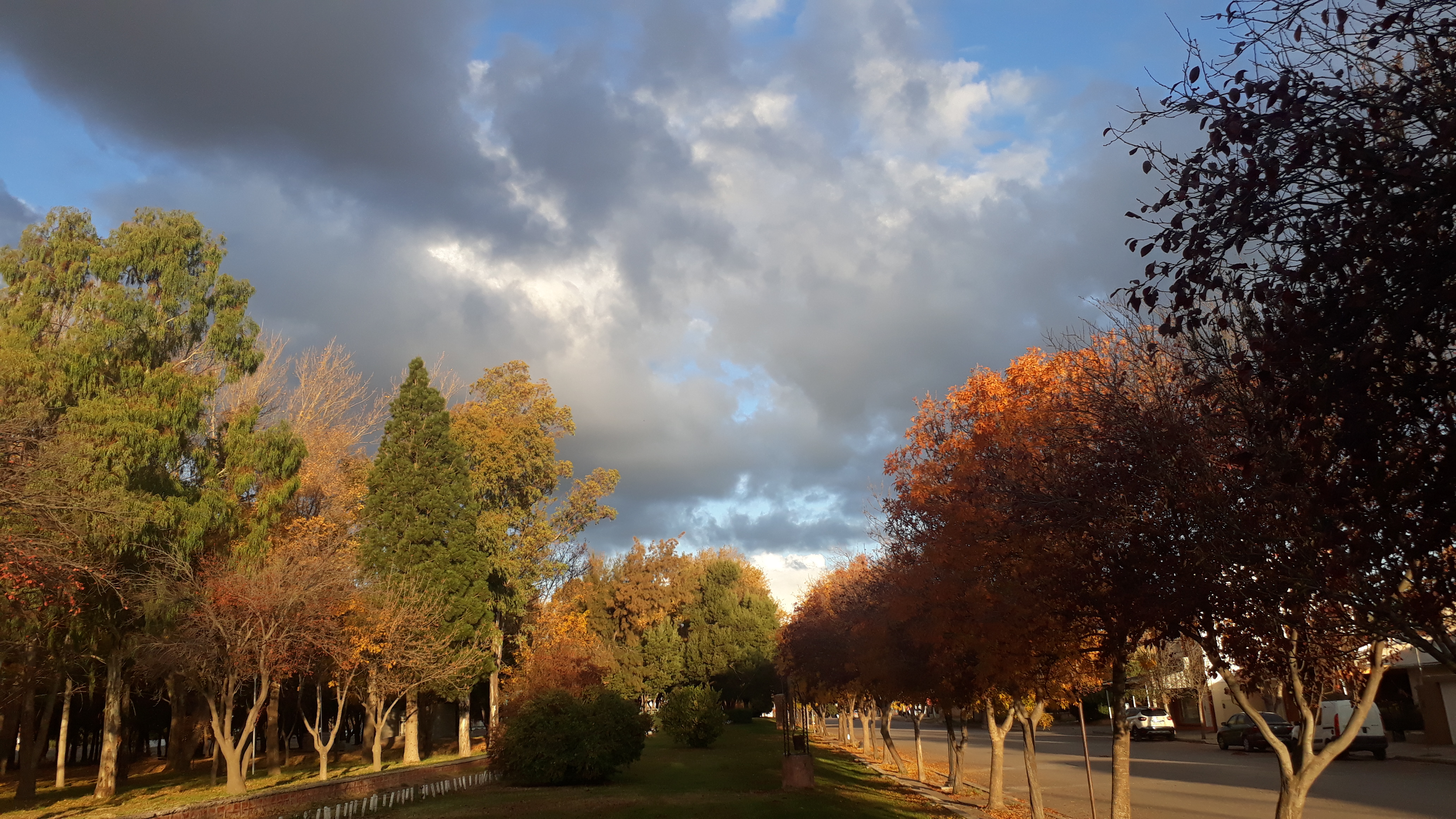
Tarde Otoñal en la Plaza de Choele Choel (Río Negro)

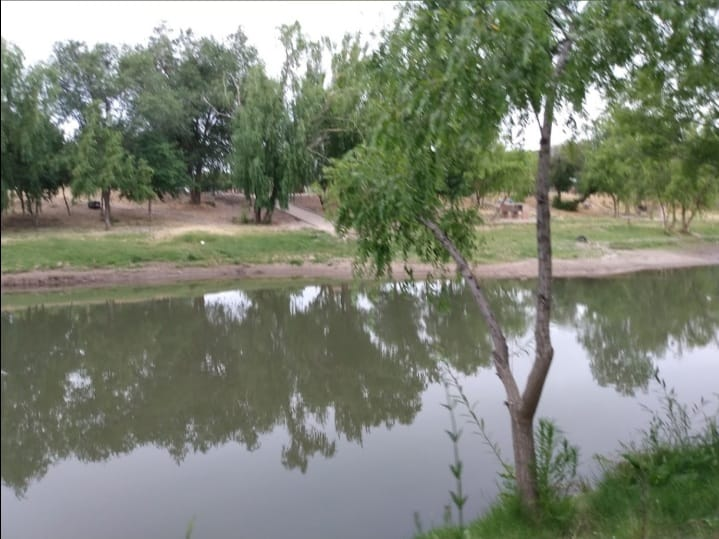
La Isla 92 es un lugar de encuentro para las familias del Valle Medio.

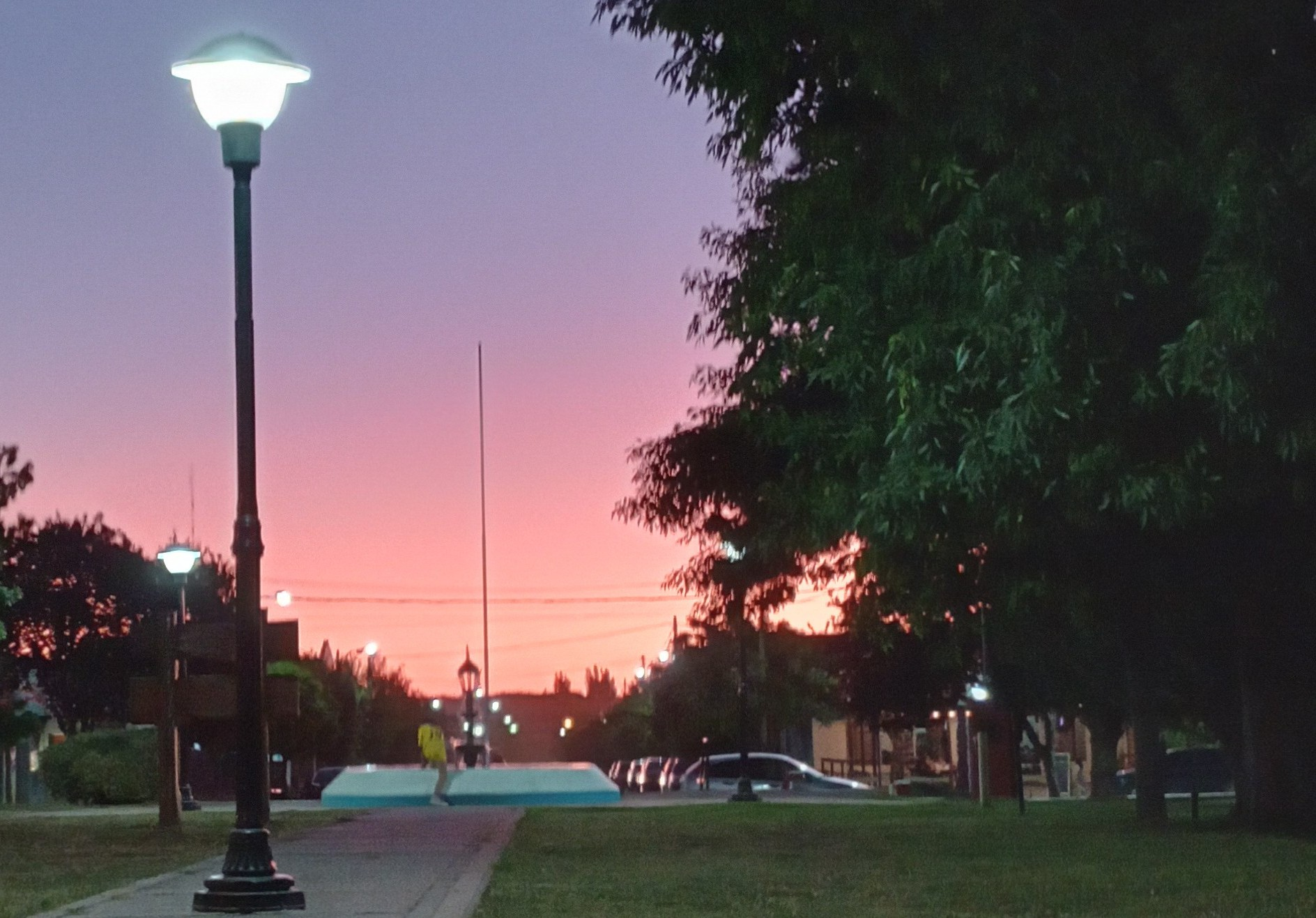

Choele Choel es una ciudad cabecera del departamento Avellaneda situado en la provincia de Río Negro, República Argentina, dentro del Valle Medio del río Negro. Es un oasis sonico regado con las aguas de dicho río, que forma en la zona un conjunto de islas.
La localidad de Choele Choel se encuentra ubicada en la margen izquierda del río Negro, frente a la isla Grande de Choele Choel, y es la más poblada de la zona.
Su superficie según Decreto N° 65794/35, del 23 de agosto de 1935 es de 19 606 hectáreas, 38 áreas, y 37 centiáreas (196,06 km²).

## Toponimia
Con respecto al significado del nombre Choele Choel, el General Olascoaga le atribuye "espantajos de cáscaras de árbol", señalando que los indios lo atribuían a las cortezas que las crecidas del río dejaban enredadas en los árboles cuando se producían las bajantes.
Rodolfo Casamiquela, por su parte, dice que el problema consiste en determinar si es un vocablo mapuche o tehuelche. Si fuera mapuche podría equivaler a "raza con flor amarilla o amarillenta", mientras que si se tratara de una voz tehuelche significaría "guijarro" o "ripio fino de río".

## Historia
El 9 de julio de 1879 —en el día del aniversario de la independencia de la Nación Argentina— y durante la segunda campaña al territorio aborigen nominalmente argentino, autodenominada “Conquista del Desierto” y que fuera comandada por el general Julio A. Roca, el entonces coronel Conrado Villegas fundaría en la isla Pacheco el «Pueblo de Nicolás Avellaneda», nombre que hacía honor al entonces Presidente de la República. Más tarde mudarían su nombre al de Choele Choel.
El asentamiento fue arrasado poco tiempo después por una inundación y sus habitantes se instalarían en el paraje conocido como Pampa de los Molinos hasta el 18 de marzo de 1882, fecha en que fue trasladado nuevamente a su actual emplazamiento.
En este nuevo sitio se instalaría una oficina de correos en 1883, y con la llegada de los salesianos en 1891 se fundaría una escuela para infantes, de dos grados y mixta. Luego se crearía la escuela estatal Nº10 en 1904, además de la biblioteca popular en 1917, el primer aserradero y el origen del Club Choele Choel.
La región, incluyendo a la isla, es totalmente cosmopolita ya que se ha poblado con razas y etnias de todas partes del mundo. Hay desde refugiados de Laos de la década del 70, hasta ortodoxos rusos.

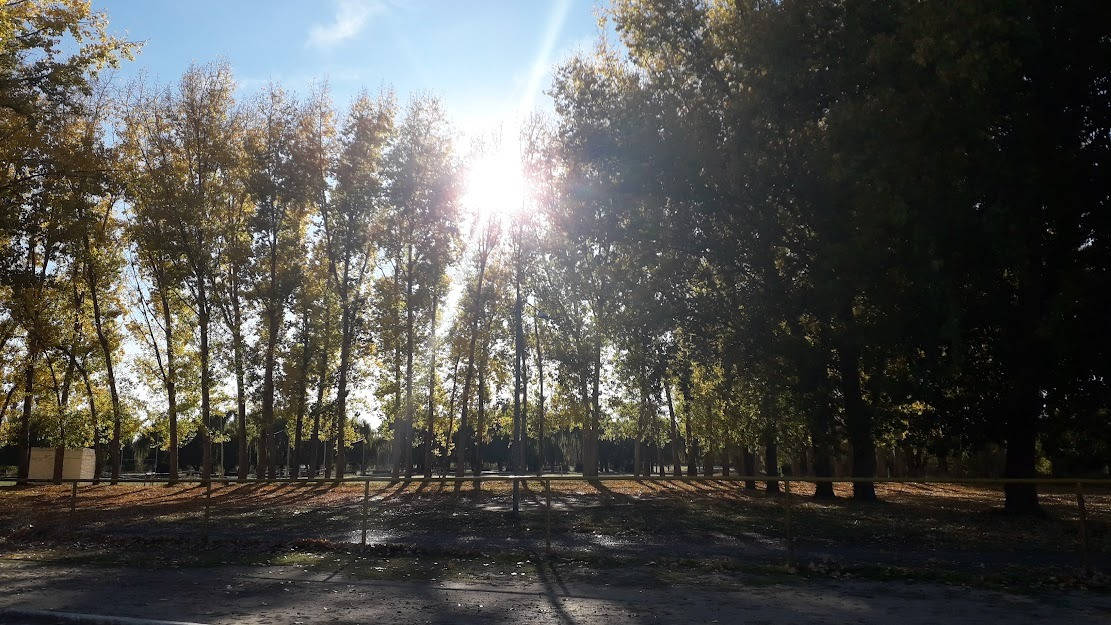
Isla 92, Choele Choel

## Clima
Choele Choel tiene un clima semiárido. Los inviernos son fríos con una media en julio de 7.9 °C, noches que frecuentemente bajan de 0 °C y ocasionalmente de -10.0 °C en los días más helados. Días nublados son comunes en invierno, promediando unos 10-19 días desde junio a agosto, intercalando días soleados y despejados. La primavera y el otoño, son épocas de transición que combinan; días cálidos con un promedio de 18 °C a 28 °C y noches frías con 4 °C a 12 °C grados. Aunque también es posible temperaturas tan altas como 42 °C y tan bajas como -10.5 °C durante estás estaciones. Los veranos son calientes, secos y soleados con temperaturas en el día de 35 °C a 40 °C y noches frescas que varían de 17 °C a 23 °C. La temperatura mínima absoluta en el periodo 1960 - 2010 fue de -18.0 °C y la máxima, en el mismo periodo fue de 45.0 °C. Las precipitaciones anuales rondan los 426 mm en el periodo 1998-2009.
| Parámetros climáticos promedio de Choele Choel, Río Negro                       | Parámetros climáticos promedio de Choele Choel, Río Negro | Parámetros climáticos promedio de Choele Choel, Río Negro | Parámetros climáticos promedio de Choele Choel, Río Negro | Parámetros climáticos promedio de Choele Choel, Río Negro | Parámetros climáticos promedio de Choele Choel, Río Negro | Parámetros climáticos promedio de Choele Choel, Río Negro | Parámetros climáticos promedio de Choele Choel, Río Negro | Parámetros climáticos promedio de Choele Choel, Río Negro | Parámetros climáticos promedio de Choele Choel, Río Negro | Parámetros climáticos promedio de Choele Choel, Río Negro | Parámetros climáticos promedio de Choele Choel, Río Negro | Parámetros climáticos promedio de Choele Choel, Río Negro | Parámetros climáticos promedio de Choele Choel, Río Negro |
| Mes                                                                             | Ene.                                                      | Feb.                                                      | Mar.                                                      | Abr.                                                      | May.                                                      | Jun.                                                      | Jul.                                                      | Ago.                                                      | Sep.                                                      | Oct.                                                      | Nov.                                                      | Dic.                                                      | Anual                                                     |
| ------------------------------------------------------------------------------- | --------------------------------------------------------- | --------------------------------------------------------- | --------------------------------------------------------- | --------------------------------------------------------- | --------------------------------------------------------- | --------------------------------------------------------- | --------------------------------------------------------- | --------------------------------------------------------- | --------------------------------------------------------- | --------------------------------------------------------- | --------------------------------------------------------- | --------------------------------------------------------- | --------------------------------------------------------- |
| Temp. máx. abs. (°C)                                                            | 45.0                                                      | 44.0                                                      | 42.4                                                      | 36.7                                                      | 31.0                                                      | 26.4                                                      | 25.9                                                      | 33.0                                                      | 35.7                                                      | 38.2                                                      | 42.0                                                      | 44.1                                                      | 45.0                                                      |
| Temp. máx. media (°C)                                                           | 34.3                                                      | 32.6                                                      | 28.2                                                      | 23.0                                                      | 18.0                                                      | 13.9                                                      | 13.9                                                      | 16.7                                                      | 19.5                                                      | 23.9                                                      | 28.3                                                      | 32.0                                                      | 23.7                                                      |
| Temp. media (°C)                                                                | 25.1                                                      | 23.7                                                      | 20.5                                                      | 15.6                                                      | 11.6                                                      | 8.4                                                       | 7.9                                                       | 10.0                                                      | 12.4                                                      | 16.6                                                      | 20.0                                                      | 23.5                                                      | 16.3                                                      |
| Temp. mín. media (°C)                                                           | 16.0                                                      | 15.2                                                      | 12.8                                                      | 8.3                                                       | 5.2                                                       | 2.9                                                       | 2.3                                                       | 3.4                                                       | 5.3                                                       | 9.3                                                       | 11.7                                                      | 15.0                                                      | 8.9                                                       |
| Temp. mín. abs. (°C)                                                            | 3.2                                                       | 2.0                                                       | -2.0                                                      | -6.4                                                      | -10.5                                                     | -12.8                                                     | -18.0                                                     | -11.7                                                     | -6.9                                                      | -8.8                                                      | -0.6                                                      | -1.0                                                      | -18.0                                                     |
| Precipitación total (mm)                                                        | 26.5                                                      | 65.9                                                      | 66.9                                                      | 50.8                                                      | 26.0                                                      | 12.4                                                      | 14.9                                                      | 31.4                                                      | 37.4                                                      | 36.9                                                      | 39.0                                                      | 18.1                                                      | 426.2                                                     |
| Humedad relativa (%)                                                            | 37                                                        | 41                                                        | 48                                                        | 54.5                                                      | 62.3                                                      | 66.5                                                      | 64                                                        | 53.8                                                      | 49.8                                                      | 46.3                                                      | 40.8                                                      | 38.3                                                      | 50.2                                                      |
| Fuente n.º 1: PRN - Clima y Meteorología: Datos meteorológicos y pluviométricos |                                                           |                                                           |                                                           |                                                           |                                                           |                                                           |                                                           |                                                           |                                                           |                                                           |                                                           |                                                           |                                                           |
| Fuente n.º 2: YUDU (Extremos y vientos 1998–2009)                               |                                                           |                                                           |                                                           |                                                           |                                                           |                                                           |                                                           |                                                           |                                                           |                                                           |                                                           |                                                           |                                                           |

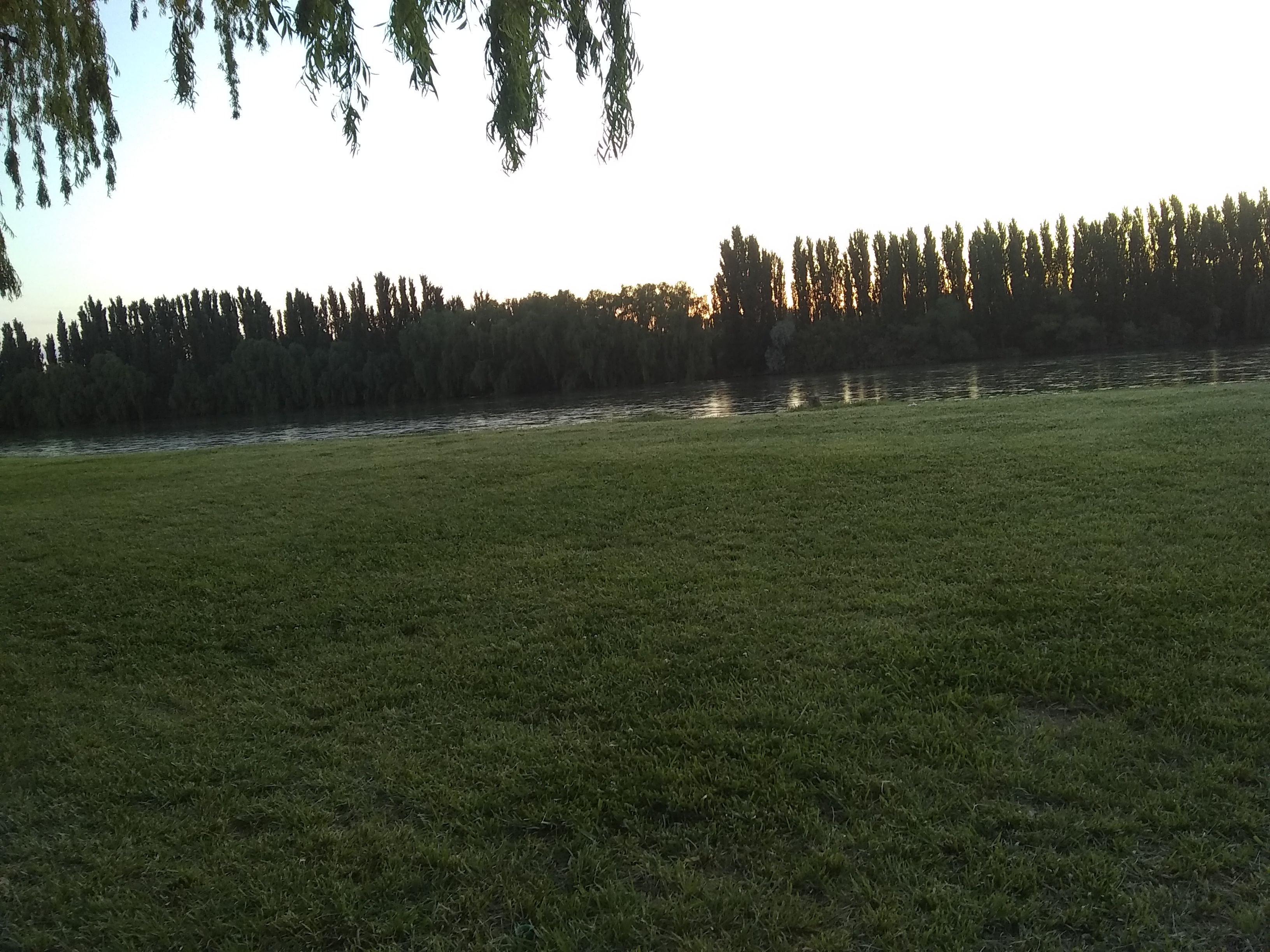
Isla 92 balneario.

- Para el periodo 1960-2010, hay un registro de -18 °C en julio.[8]

## Población
La población del municipio puede dividirse en urbana (la localidad de Choele Choel) la rural dispersa.
El censo 2022 arrojó 5.575 viviendas con una población estable de 13.588 habitantes en el municipio.

Los resultados del censo 2010 habían arrojaron que el municipio poseía 10 642 habitantes de los cuales la localidad poseía 10 146 habitantes y había 496 habitantes en el medio rural.
| Evolución de la población de la localidad |
|                                           |
| Fuentes: 1947:, 1960-1970:                |

## Medios de acceso
Los medios de acceso a la ciudad son favorables y se puede llegar a través de las rutas nacionales RN 22 y RN 250 que confluyen allí.
Además Choele Choel posee un aeropuerto autorizado para el arribo de avionetas y helicópteros particulares.

## Actividades económicas

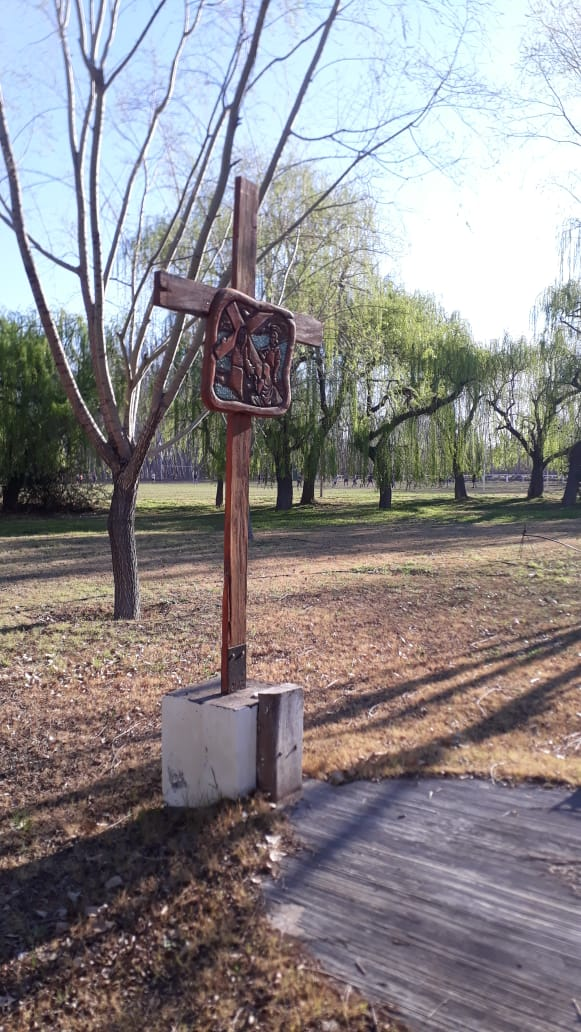
Isla 92. Paseo del Vía Crucis.

Las actividades que se desarrollan en esta localidad son la Ganadería, la Agricultura, como así también el proceso de manufacturas de las materias primas que se obtienen de la tierra: tomate, manzanas, peras, frutillas, etc. Derivando en la comercialización de dulces, salsas, chacinados, etc.

## Educación
Con respecto a la educación superior universitaria y terciaria, la ciudad cuenta con la presencia de la Universidad Nacional de Río Negro y la Universidad Nacional del Comahue. El Centro de Especializacion en Asuntos Económicos Regionales. CEAER. Instituto Técnico de nivel superior: www.ceaer.edu.ar. Por otro lado se encuentran la Universidad Empresarial Siglo 21 y la Universidad Blas Pascal con sus carreras a distancia.

## Película
La película Choele fue grabada en la ciudad en el año 2013. Dirigida por Juan Sasiaín.
La película El Verano de Camoatí fue grabada en la ciudad en el año 2010. Dirigida por Federico Laffite.

## Patrono
Su patrono es Sagrado Corazón de Jesús: 21 de octubre.

## Figuras destacadas
Una de las figuras máximas nacidas en la zona, exactamente en la ciudad de Lamarque, a pocos kilómetros de la cabecera del departamento, es el periodista y escritor Rodolfo Walsh, considerado el padre del "nuevo periodismo" o la novela de no ficción, quien además militó en la organización Montoneros. Una de sus mejores obras es Operación Masacre

## Fiesta Provincial del Ternero
Anualmente en mayo: homenajea al hombre de campo; certamen de doma en la Sociedad Rural, lindera a la ruta nacional 22.

## Instituciones Locales

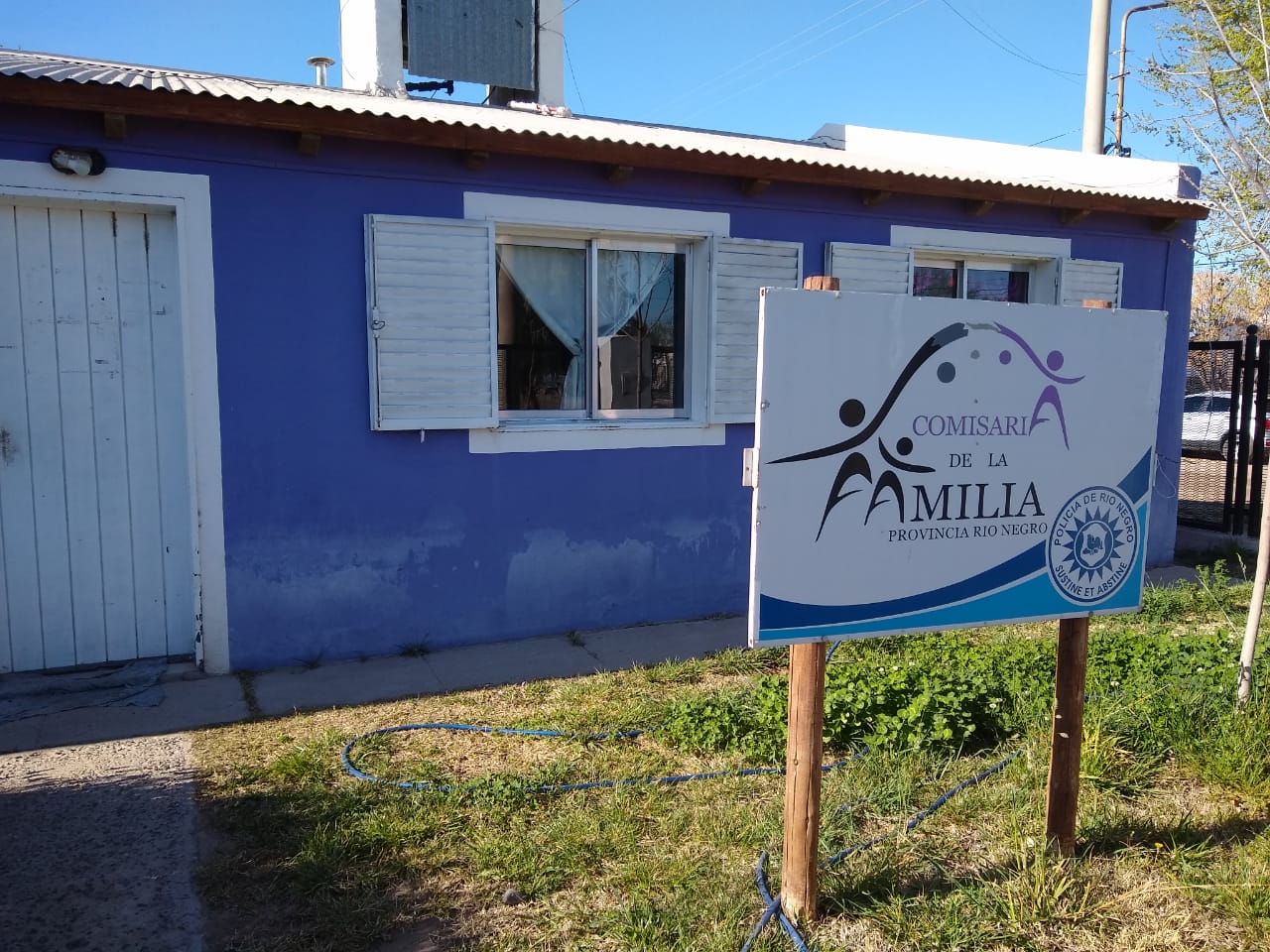
Comisaría de la Familia - Choele Choel

Las Comisarías de la Familia fueron creadas en el marco de la Ley N° 3040 y su modificatoria ley “D” N.º 4241 “Ley de Protección Integral Contra la Violencia en el Ámbito de las Relaciones Familiares”. Las mismas se deben abocar a trabajar en la prevención, asistencia y protección primaria de las víctimas de violencia en el ámbito de las relaciones familiares, de modo exclusivo y, en sus diversas modalidades. Brindando asesoramiento, orientación, contención y realizando derivaciones hacia diversos organismos para la atención interdisciplinaria en forma gratuita a las víctimas de violencia familiar.
La localidad de Choele Choel cuenta con una Comisaría de la Familia ubicada en la intersección de las calles Islas Malvinas y Alsina. Dicha Unidad se encuentra próxima a cumplir su 5.º aniversario el desde el 22 de noviembre de 2017.

## Parroquias de la Iglesia católica en Choele Choel
| Diócesis  | Viedma                   |
| --------- | ------------------------ |
| Parroquia | Sagrado Corazón de Jesús |

Blog de la Parroquia Sagrado Corazón de Jesús de Choele Choel: http://parroquiadechoelechoel.blogspot.com.ar/